# Ivan Martić
Ivan Martić (Uzwil, Švicarska, 2. listopada 1990.),  švicarsko-hrvatski nogometaš koji trenutačno igra u rumunjskoj Universitatei. Dio trojca Hrvata (stoper Renato Kelić, desni bek Ivan Martić i napadač Dominik Glavina) zaslužnih za prvi trofej Univesitatee nakon 27 godina, nakon dvostruke krune u sezoni 1990,/91., pobjedom u završnici rumunjskog kupa protiv Hermannstadta s 2:0.

## Vanjske poveznice
- Sportsport.ba
- Oleole.com